# لانه‌کن دیارد
لانه‌کن دیارد (نام علمی: Harpactes diardii) نام یک گونه از سرده لانه‌کن‌های گیرنده است.